# Anastatus dipterae
Anastatus dipterae är en stekelart som först beskrevs av Jean Risbec 1955.  Anastatus dipterae ingår i släktet Anastatus och familjen hoppglanssteklar. Inga underarter finns listade i Catalogue of Life.